# Titularbistum Tabla
Tabla ist ein Titularbistum der römisch-katholischen Kirche.
Es geht zurück auf ein früheres Bistum der gleichnamigen antiken Stadt in der römischen Provinz Mauretania Caesariensis, bzw. in der Spätantike Mauretania Sitifensis  im heutigen nördlichen Algerien.
| Titularbischöfe von Tabla |                                               |                                                |                   |                   |
| Nr.                       | Name                                          | Amt                                            | von               | bis               |
| 1                         | Henry Joseph Grimmelsman                      | Altbischof von Evansville (Vereinigte Staaten) | 18. Oktober 1965  | 26. Juni 1972     |
| 2                         | Zacarias Kamwenho                             | Weihbischof in Luanda (Angola)                 | 26. August 1974   | 10. August 1975   |
| 3                         | Oriano Quilici Titularerzbischof pro hac vice | Diplomat des Heiligen Stuhls                   | 13. November 1975 | 2. November 1998  |
| 4                         | Lino Bortolo Belotti                          | Weihbischof in Bergamo (Italien)               | 15. Mai 1999      | 23. März 2018     |
| 5                         | Richard Henning                               | Weihbischof in Rockville Centre (USA)          | 8. Juni 2018      | 23. November 2022 |
| 6                         | Juan Esposito-Garcia                          | Weihbischof in Washington (USA)                | 19. Dezember 2022 |                   |